# Aquarana catesbeiana
La rana toro (Aquarana catesbeiana) es una especie de anfibio anuro perteneciente a la familia Ranidae. Es de gran tamaño, mide entre 10 y 20 cm de longitud hocico-cloaca y pesa entre 60 y 900 g. Larvas excepcionalmente grandes, miden entre 15 y 18 cm. Su color dorsal varía de verde claro u oliva a café verdoso, normalmente con manchas verdes o cafés. Cabeza ancha y plana con pliegue de piel que corre detrás de cada ojo hasta el tímpano bordeándolo. Vientre blanquecino con manchas grises. Patas traseras con barras o manchas oscuras. Dedos de patas traseras, excepto el cuarto, con membranas interdigitales. En los machos el tímpano tiene un diámetro mayor que el ojo y presenta un borde oscuro; en las hembras es del mismo tamaño que el ojo.
Es originaria del este de Norteamérica y se ha introducido como invasora en otras zonas de América y Eurasia. En México se le considera exótica en regiones como el desierto de Sonora, meseta central, península de Baja California y Tamaulipas, entre otras; y en Estados Unidos en California y Colorado, donde fue introducida a principios del siglo XX. Está incluida en la lista 100 de las especies exóticas invasoras más dañinas del mundo, de la UICN. Tanto como especie nativa, como invasora, se asocia a ambientes acuáticos y semi-acuáticos. Su hábitat natural corresponde a masas de agua permanentes y cuerpos de agua estancados con vegetación acuática (lagos, pantanos, charcas, depósitos de agua, oasis, márgenes de corrientes, zanjas de irrigación y lagos artificiales). Se desarrolla en gran variedad de climas, desde lugares con invierno frío y verano caliente, hasta sitios subtropicales o de clima mediterráneo. Puede encontrarse desde 0 hasta 1,900 m s. n. m. La gran expansión de la especie se debe a su importancia económica como alimento en países como México, entre otros más. Es también utilizada como blanco de cacería deportiva, modelo biológico en educación y en experimentos científicos para fisiología reproductiva, neurobiología, ontología y endocrinología. La UICN2019-1 considera a la especie como de preocupación menor.

## Taxonomía
La mayoría de las autoridades aceptan el nombre específico Rana catesbeiana y este es el nombre que se utiliza en trabajos científicos desde 2006. Una vista reciente es que esta rana se debe incluir en el género Lithobates como Lithobates catesbeianus.
Los estudios de especies del Nuevo Mundo ponen a Rana catesbeiana en el clado Aquarana de los ranidae y sugieren que este es un grupo hermano de Lithobates sylvaticus, la rana de la madera. Los datos apoyaron la monofilia del grupo Aquarana, que incluye a la Lithobates clamitans, a la Lithobates okaloosae que parecen haber divergido recientemente además de la Lithobates heckscheri.

## Descripción
Es una rana de gran tamaño, la más grande de Norteamérica, miden de 100 a 175 mm pudiendo llegar a medir hasta 460 mm. Pesan hasta 1 kg. El color varía de café a diferentes tonos de verde, frecuentemente presentan manchas o parches de color más oscuro en el dorso.
Se alimentan de pequeños vertebrados, como serpientes, peces, pájaros, roedores pequeños, otras ranas, renacuajos, y en algunos casos reportados de murciélagos, lombrices, insectos, crustáceos.

## Ecología

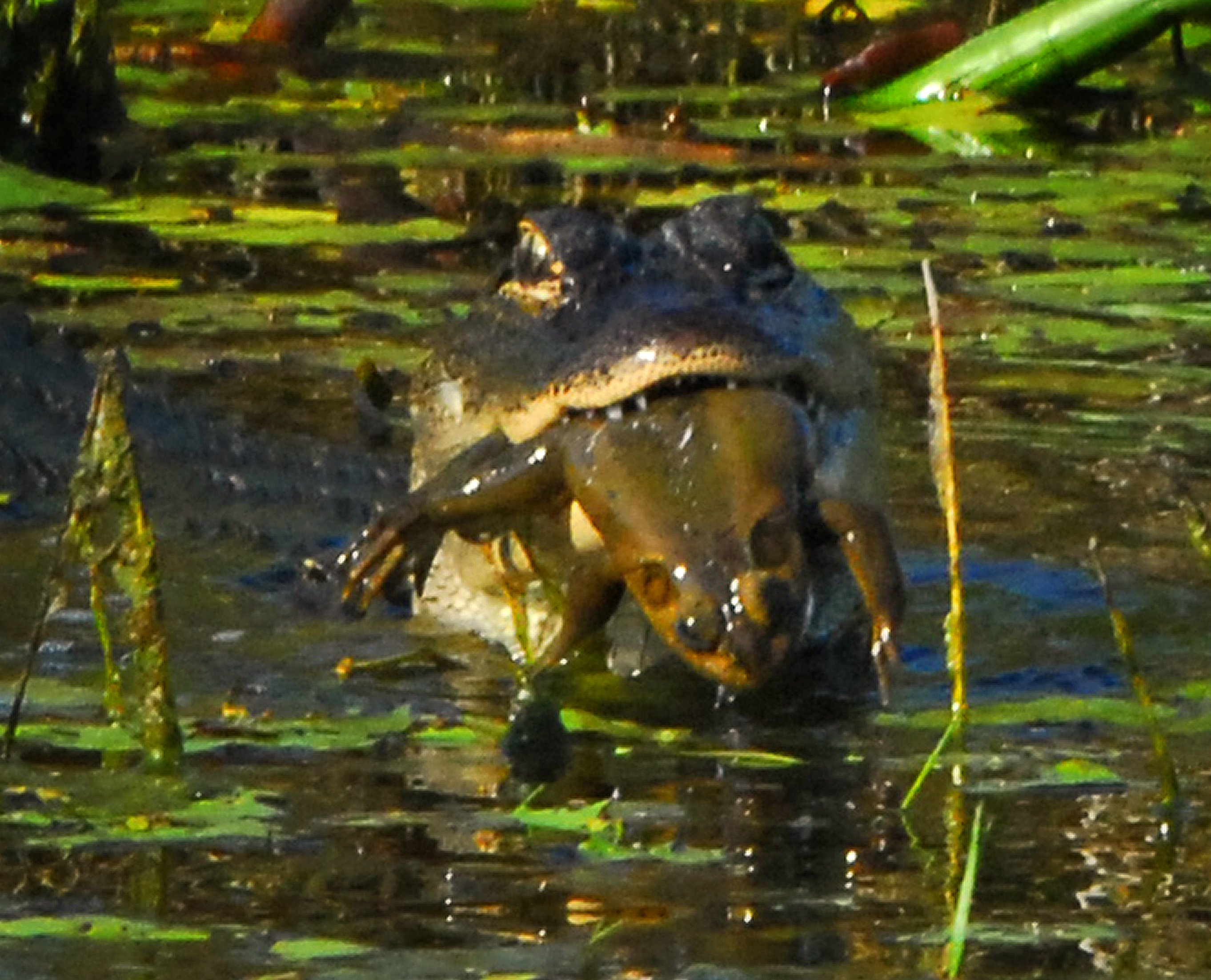
Caimán devorando una rana toro

Las ranas toro son un elemento importante en la alimentación de muchas aves (especialmente las grandes garzas), nutrias de río (Lontra canadensis), peces depredadores y ocasionalmente otros anfibios. Los depredadores de la rana toro americana en su etapa adulta son el martín pescador (Megaceryle alcyon) y caimanes (Alligator mississippiensis). Los huevos y larvas son de sabor desagradable para muchas salamandras y peces, pero los altos niveles de actividad de los renacuajos pueden hacerlos más perceptible para un depredador no disuadido por su sabor. Los seres humanos lo cazan como juego y consumen sus piernas (ancas de rana). Las ranas adultas tratan de escapar mediante las salpicaduras y saltando a aguas profundas donde será difícil su rastreo. Un individuo atrapado puede graznar o emitir un grito desgarrador, que puede sorprender al atacante lo suficiente como para que la rana se pueda escapar. Un ataque a una rana toro es probable que alerte a otras en las proximidades del peligro y todas ellas podrán refugiarse en la seguridad de las aguas más profundas. Las ranas toro son parcialmente resistentes al veneno de víbora (Agkistrodon contortrix) y al Agkistrodon piscivorus, aunque estas especies son depredadores naturales de las ranas toro como también lo son las Nerodia sipedon.

## Distribución y hábitat
Es originaria de Norteamérica, sur de Canadá (Ontario y Quebec), Estados Unidos y este de México.
Actualmente las poblaciones nativas de Costa Rica están extinguidas.
Vive cerca de cuerpos de agua, preferiblemente aguas someras, tranquilas y cálidas. Se adaptan bien a ambientes antropizados.

### Especie invasora
Esta especie se ha introducido en distintos territorios por todo el mundo, principalmente para su explotación en granjas.
Gracias a su gran capacidad para colonizar y adaptarse a prácticamente cualquier cuerpo de agua se ha convertido en invasora en Alemania, Argentina, Bélgica, Brasil, China, Chile,Colombia, Cuba, Ecuador, España, Filipinas, Francia, Grecia, Hawái, Indonesia, Italia, Jamaica, Japón, Malasia, Países Bajos, Perú, Puerto Rico, Reino Unido, República Dominicana, Singapur, Tailandia, Taiwán, Uruguay y Venezuela.
También se considera exótica en México (desierto de Sonora, meseta central, península de Baja California y Tamaulipas) y en los Estados Unidos (California y Colorado, donde fue introducida a principios del siglo XX. Está incluida en la lista 100 de las especies exóticas invasoras más dañinas del mundo de la Unión Internacional para la Conservación de la Naturaleza.
Actualmente profesores con ayuda de alumnos egresados del Colegio de Ciencias y Humanidades  de la Universidad Autónoma de México tienen ejemplares para que se reproduzcan, e introducir algunos en zonas donde se puedan adaptar.
En España, debido a su potencial colonizador y constituir una amenaza grave para las especies autóctonas, los hábitats o los ecosistemas, esta especie ha sido incluida en el Catálogo Español de Especies Exóticas Invasoras, regulado por el Real Decreto 630/2013, de 2 de agosto, estando prohibida en España su introducción en el medio natural, posesión, transporte, tráfico y comercio.
Adicionalmente, esta especie se incluye en el listado de especies exóticas invasoras preocupantes para la Unión Europea. Reglamento de Ejecución (UE) 2016/1141.

### La rana toro en Argentina
En Argentina se introdujo en los años 80 con el fin de fomentar su uso como producto alimenticio, actividad que nunca dio frutos, en términos económicos. Al fracasar dichos emprendimientos, los animales de los criaderos fueron liberados al medio natural y, en poco tiempo, avanzaron sobre los ecosistemas nativos de diferentes regiones del país, convirtiéndose en una amenaza para la conservación de las especies nativas. 
En el marco del proyecto se generó un marco regulatorio para ordenar y regular la cría de animales exóticos de manera de evitar problemas como los que originó la introducción y dispersión de esta especie. Desarrollar un plan nacional de manejo de la rana toro con el fin de identificar los focos de invasión de esta especie y proponer acciones para promover su control o erradicación de modo de proteger las comunidades de animales nativos, incluyendo especies endémicas de vertebrados e invertebrados.
Además, se resaltó que “toda persona física o jurídica que se dedique a la importación, exportación, comercialización, curtimiento, taxidermia o industrialización de los productos de fauna, así como a su acopio en cualquier etapa o a la compraventa de animales silvestres, deberá inscribirse en los registros correspondientes de la Autoridad de Aplicación, quedando obligado a llevar y exhibir los libros que registren el movimiento de dichos productos, a suministrar los informes que le sean requeridos y a facilitar en todo lugar y momento el acceso de los funcionarios autorizados para el cumplimiento de las tareas de fiscalización y control”
Debido a que los criaderos de Rana Toro del país no cumplían con estos requisitos en su totalidad, las autoridades nacionales consideraron necesario impedir el tránsito o la venta de esta especie y “promover el monitoreo y eventual aplicación de medidas de control o erradicación de las poblaciones asilvestradas existentes”.

## Galería de imágenes

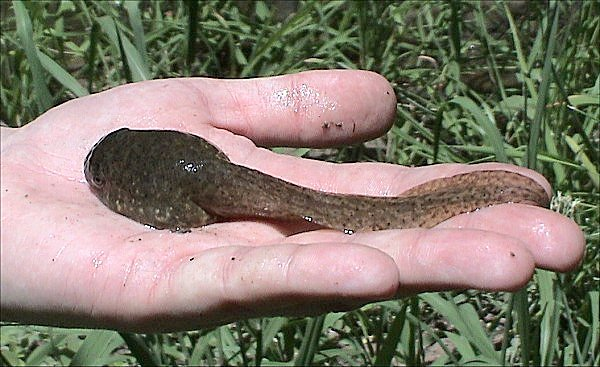
Renacuajo de rana toro
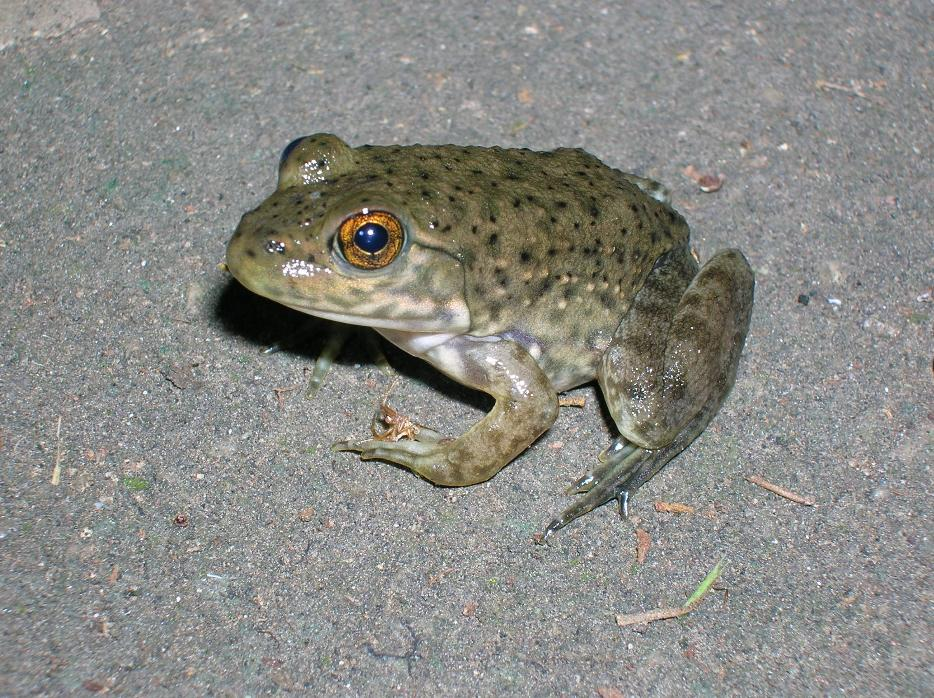
Juvenil de rana toro. El punto en la superficie dorsal entre los ojos es el ojo parietal.
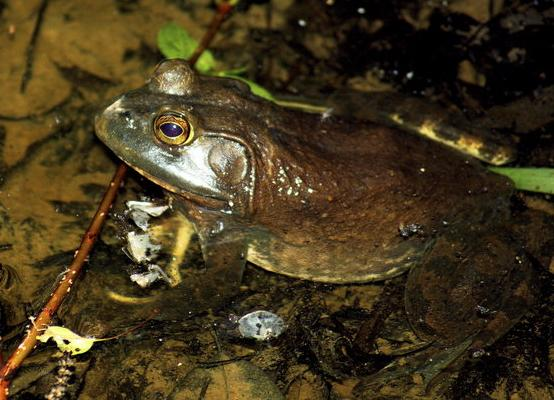
Ejemplar de tonos pardos saliendo del agua.
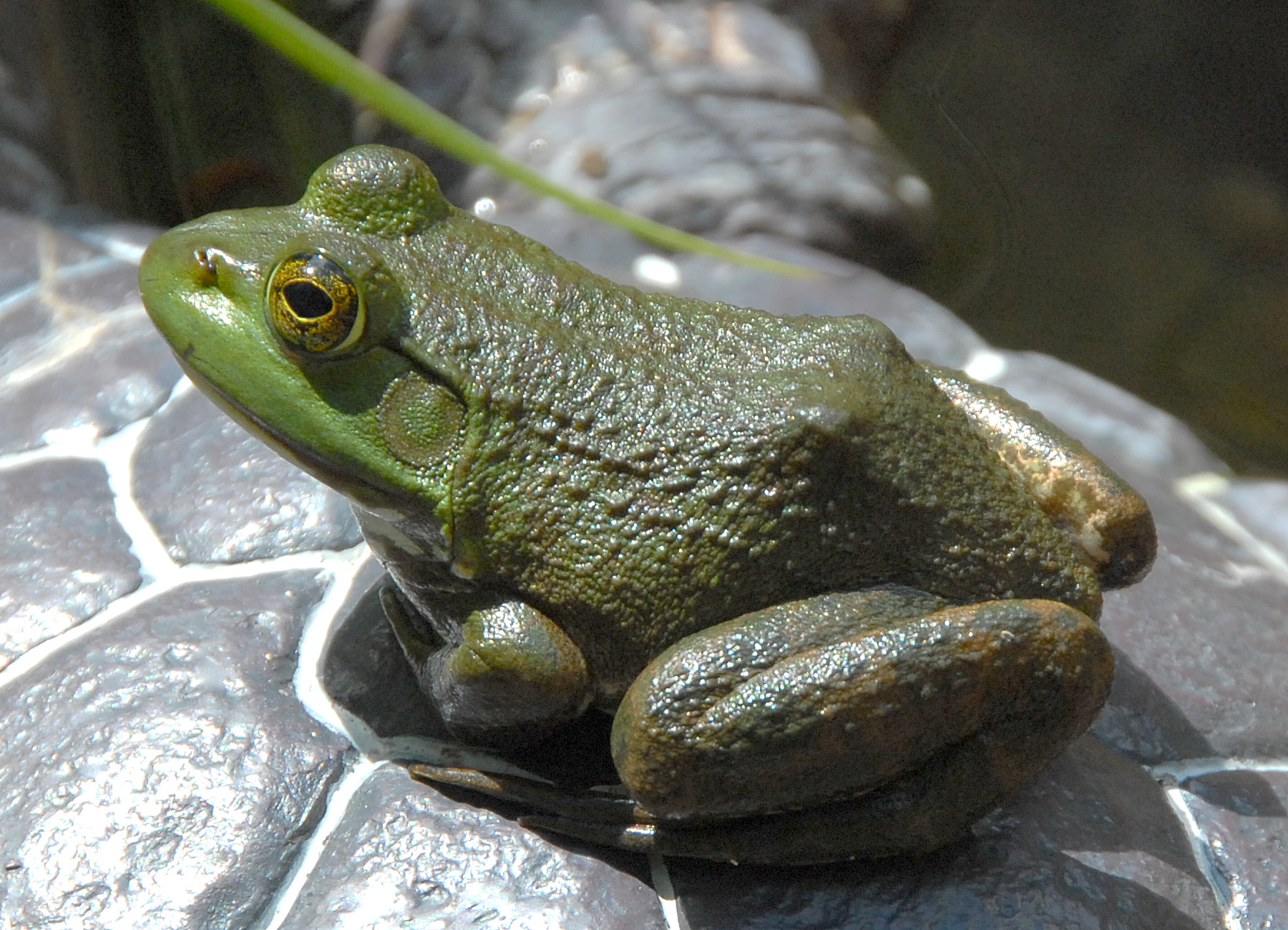
Hembra de tonos verdes.
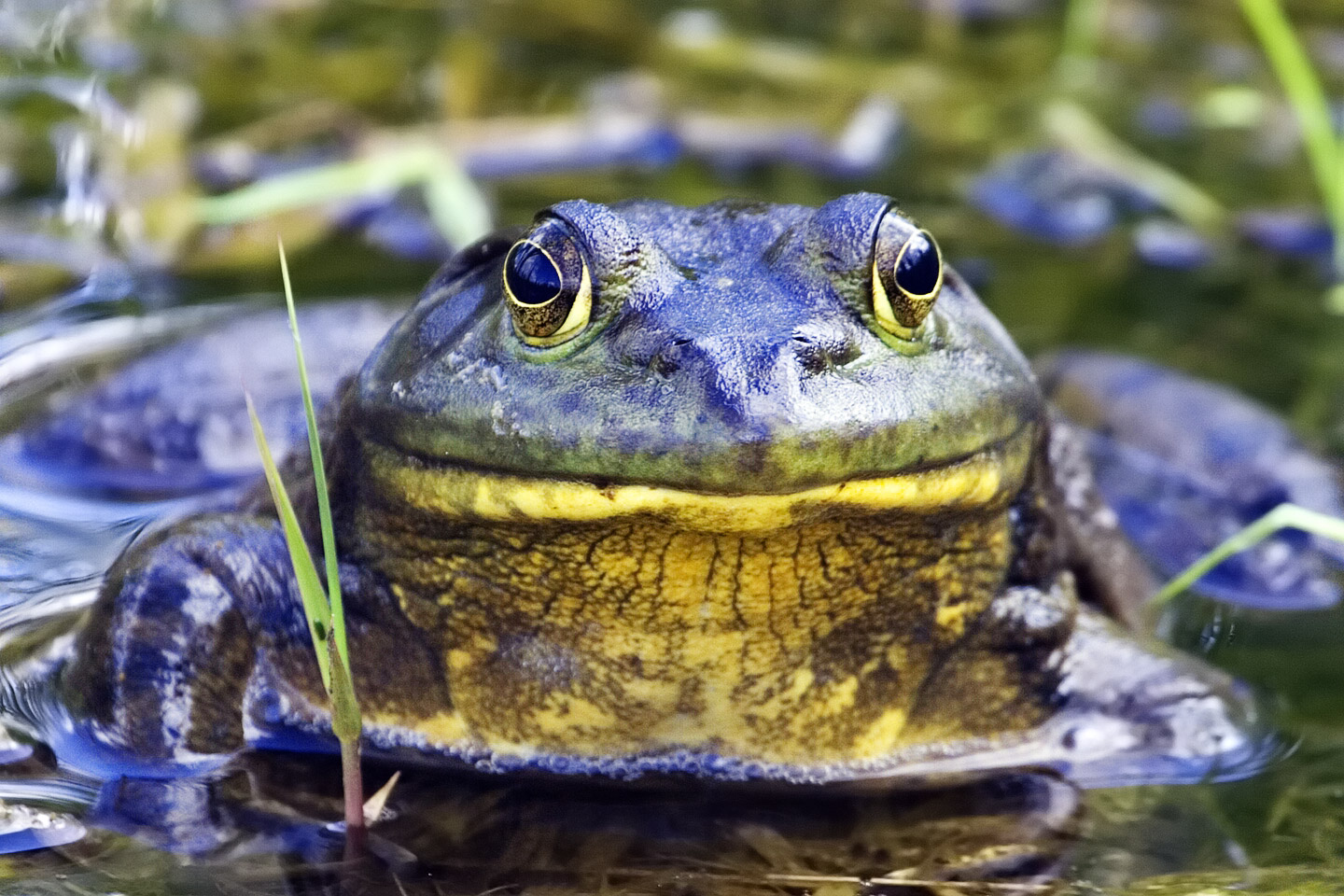
Rana toro en su hábitat natural
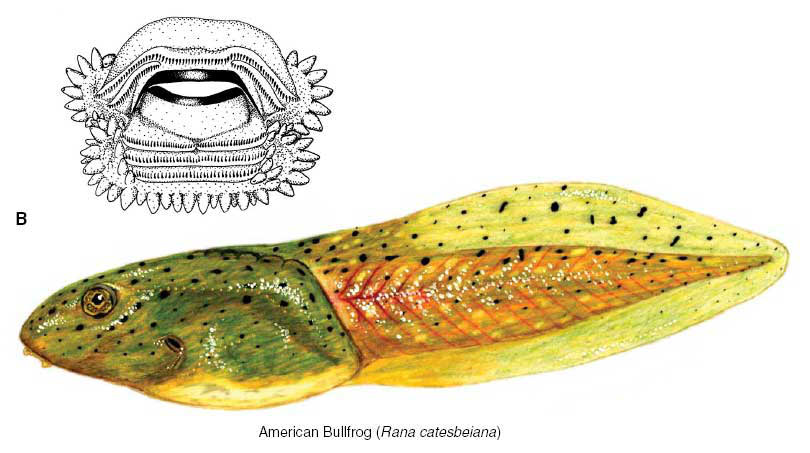
Boceto de un renacuajo de rana toro